# 我來自廣州
《我來自廣州》（英語：I Come from Canton）是香港亞洲電視在1998年製播的一齣鄉土劇，共30集，由陳庭威、歐錦棠、袁文傑、王馨平、文頌嫻、王薇、劉錫賢等等主演，是《我來自潮州》的原班人馬姊妹作。
本來亞視是把本劇與《我來自潮州》列為清末民初劇集系列，但本劇與《我來自潮州》除了由陳庭威主演和同樣以民國時的廣東作背景外，差不多無一相同。《我來自潮州》與《我來自廣州》之背景音樂《 世界由我造 》皆為閩南民歌，陳小雲主唱的《愛人跟人走》。

## 劇情
廣州名茶樓之一的天然居少東周敬文（陳庭威飾），邂逅在天然居賣唱的歌女（王馨平飾），在街上認識剛從順德農村來穗工作的陳炳（歐錦棠飾），此君生性行俠仗義，並在天然居內工作，與女扮男裝的天然居侍應李阿弟（文頌嫻飾）結為兄弟。周敬文一次北上韶關，卻在鐵路上遇上山賊（李樹楷飾），但同班列車卻有當時廣東軍閥之子馮翰英（袁文傑飾），廣州當局因而很快剿滅該黨山賊，而周、馮則結為好兄弟。
馮軍閥的副官程忠（劉錫賢飾）乃廣州為惡鄉里之徒，陳炳得罪程某，因而被他誣為山賊同黨，與李樹楷等山賊一同被處決，後得馮少帥所救，而程忠則懷恨在心。卻遭逢日本侵華，程忠勾結日傀儡政權，成為賣國賊，將軍閥馮某殺死，馮少帥因而改旗易幟，效忠重慶政府，此時敬文幼弟敬業（杜汶澤飾）在損友唆使下，促長兄分家，天然居因而易手，而天然居內諸人均各散東西。廣州淪陷，周敬文卻投降日本，成為廣州傀儡政府維持會成員，但暗裡卻是從事救助廣州同胞，天然居易手後北上從軍的陳炳、馮少帥等人，均欲暗殺周敬文，後來真相大白，心結解除。而周敬文則在廣州城內開辦「天然豆品居」，製作豆品解救同胞之腳氣病。

## 演員

### 周府
| 演員   | 角色   |
| 黎石雲 | 周李氏 |
| 陳庭威 | 周敬文 |
| 李潤祺 | 周敬賢 |
| 杜汶澤 | 周敬業 |
| 周 凌  | 徐 媽  |

### 程府
| 演員   | 角色             |
| 譚炳文 | 程 根            |
| 吳沅儀 | 程吳氏           |
| 劉錫賢 | 程 忠            |
| 陳潔儀 | 程晶晶           |
| 謝雪心 | 方吳氏（小宇母） |
| 王 薇  | 方小宇           |
| 饒芷昀 | 彩 姐            |
| 莊欣玲 | 馬小萍           |
| 陳麗雲 | 嫦 姐            |

### 大帥府
| 演員   | 角色           |
| 王 戎  | 馮紹棠（大帥） |
| 馮 真  | 馮夫人         |
| 林燕明 | 朱愛俏         |
| 吳曼麗 | 方銀嬌         |
| 馮麗嫦 | 何美妙         |
| 袁文傑 | 馮翰英（少帥） |

### 天然居／天然豆漿店
| 演員   | 角色   |
| 陳庭威 | 周敬文 |
| 王馨平 | 麥秋娟 |
| 歐錦棠 | 陳 炳  |
| 文頌嫻 | 李阿弟 |
| 杜汶澤 | 周敬業 |
| 陳劍雲 | 六 叔  |
| 佘文炳 | 金 叔  |
| 蔡國威 | 阿 生  |
| 譚少英 | 八 嬸  |
| 石中玉 | 阿 春  |

### 廣勝堂
| 演員   | 角色   |
| 馬宗德 | 哪渣泉 |
| 嘉 俊  | 白霍榮 |
| 顏俊霖 | 基圍蝦 |
| 吳 廷  | 鬥木勝 |
| 劉宗基 | 煙屎澤 |
| 王立威 | 椿瘟雞 |

### 大日本皇軍／維持會
| 演員   | 角色       |
| 甘 山  | 野口豐久   |
| 劉國誠 | 三木土也   |
| 冼灝英 | 村 口      |
| 宗 揚  | 霍正興     |
| 陳庭威 | 周敬文     |
| 蘇 昶  | 阿 德      |
| 梁錦燊 | 維持會會員 |
| 王清河 | 維持會會員 |

### 其他演員
| 演員   | 角色   |
| 羅 烈  | 陳 留  |
| 煒 烈  | 東莞成 |
| 周兆麟 | 梁九齊 |
| 吳學明 | 品 強  |
| 錢嘉成 | 大 源  |
| 周恩恩 | 嘉 琳  |
| 林美華 | 麗 盈  |
| 曾守明 | 爛頭楚 |
| 李樹佳 | 單眼鷹 |
| 關偉倫 | 鄧團長 |
| 余俊峰 | 葉 斌  |
| 陳正君 | 陳 浩  |
| 褚肇祺 | 刀 仔  |
| 萬斯敏 | 修 女  |
| 陳 東  | 德 叔  |
| 鄭恕峰 | 鄺隊長 |

## 軼事
- 此劇為譚炳文至今為止亦是最後一套在亞洲電視演出的劇集告別作，之後已重返無綫電視。
- 廣州確實有一家天然居茶樓，茶樓有一副對聯，馳名穗莞南番順：「人過大佛寺，客上天然居」，同時卻可倒轉：「寺佛大過人，居然天上客」。
- 本劇本來是打算開拍六十集，但當時亞洲電視股權易手，由現時陽光衛視大股東吳征（中國著名節目主持楊瀾之夫婿）出任營運總裁，上任後便大規模裁員，而正在拍攝本劇的監製蕭笙亦在被裁之列，後由冼志偉繼續拍攝餘下集數，並改為只拍三十集。而蕭笙及冼志偉兩位監製，均已因病去世。
- 其中一集劇情為飾演天然居三少爺的杜汶澤，因故得罪由劉錫賢飾演的大帥副官程忠，而被綁於廣州市內示眾及鞭打，其被綁行刑之地上懸掛一幅巨型的中華民國國旗，由於杜汶澤後來因參與反修例運動而流亡台灣，杜汶澤本人及中華民國國旗均被視為一定的政治忌諱，這畫面在後來的網上片段或重播中，均遭到剪輯刪除，或以遮掩的方式處理。